# Tușnadu Nou, Harghita
Tușnadu Nou (în maghiară Újtusnád) este un sat în comuna Tușnad din județul Harghita, Transilvania, România.

 Acest articol despre o localitate din județul Harghita este deocamdată un ciot. Puteți ajuta Wikipedia prin completarea lui.